# سوروچی لوگ
سوروچی لوگ (به لاتین: Sorochy Log) یک منطقهٔ مسکونی در روسیه است که در سرزمین آلتای واقع شده‌است.